# Wackes
 (juillet 2010).
Si vous disposez d'ouvrages ou d'articles de référence ou si vous connaissez des sites web de qualité traitant du thème abordé ici, merci de compléter l'article en donnant les références utiles à sa vérifiabilité et en les liant à la section « Notes et références ».
L'appellation Wackes (ou Waggis en suisse allemand) est utilisée de façon péjorative ou moqueuse par les Allemands et les Suisses allemands frontaliers au sujet de leurs voisins français dialectophones, c’est-à-dire les Alsaciens et les Mosellans germanophones, l’appellation Welsche (analogue : Welche) étant communément réservée aux autres français dont les dialectes et langues régionales sont d'origine gallo-romane.

## Significations
Alors qu'en dialecte alémanique Wackes désigne un voyou, une crapule, bref une personne peu digne de confiance, il a le même sens en alsacien mais y est généralement employé avec une connotation plus modérée de garnement, filou, coquin. 
Wackes est le surnom des Alsaciens-Mosellans. 
Un Wackes est un: voyou, filou, fripouille, espiègle (Eulenspiegel), chenapan (Schnapphahn), gitan, vagabond. En tout cas c'est quelqu'un plein de contradictions  -  tout à l'image de l'Alsace. 
Wackes vient du verbe wackeln, allemand pour chanceler, vaciller, balancer.
Un Wackes (WackerStein en allemand standard) en dialecte allémanique (alsacien) désigne une pierre. Une sorte de galet (du Rhin) qui chancele.
L' histoire des Alsaciens-Mosellans a fait que souvent ils étaient chancelants, en aller retour, entre l'Allemagne et la France.
Le surnom Wackes évoque l’histoire des Alsaciens-Mosellans maintes fois chassés et qui étaient vus comme des « vagabonds » qui errent. Souvent vivants comme des réfugiés (guerre des 30 ans, terreur jacobine, épuration éthnique après la 1ère guerre mondiale, persécutions par les Nazis), ils ont du vivre comme des pierres chancelantes, roulantes, comme des "Rolling Stones".
Un Rolling Stone (un Wackes!) étant quelqu'un qui a perdu son chez soi, sa patrie, et vivant comme un gitan ou vagabond sur la route.
Donc la signification du surnom: voyou, filou, fripouille, espiègle (EulenSpiegel), chenapan (SchnappHahn), gitan, vagabond
A voir Yeniche / Jenisch: les gitans d'origine alsacienne depuis la guerre des 30 ans. 
L'appellation wackes est encore aujourd'hui, pour les dialectophones de la région, le qualificatif pour les habitants de la ville de Mulhouse d'origine alsacienne, il peut être disqualifiant, négatif, mais peut aussi être positif, dans le sens de coquin, malin, roublard, plus éveillé que les paysans des environs, moins naïf.

## Représentation du Waggis

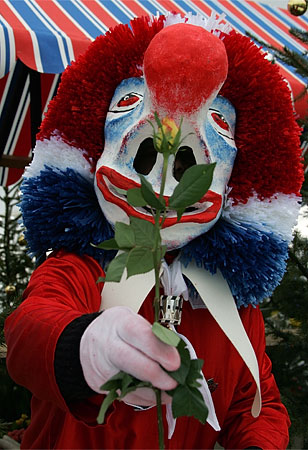
Waggis au Carnaval de Bâle

Le Wackes ou Waggis alsacien est devenu une des figures emblématiques du Carnaval de Bâle, où l'Alsacien est caricaturé sous les traits d'un paysan cultivateur de légumes vêtu de façon extravagante aux couleurs du drapeau français (traditionnellement une chemise bleue, un pantalon blanc et une cravate rouge, avec parfois un bonnet pointu) et chaussé de gros sabots rouges. Son nez rouge proéminent est censé illustrer sa consommation excessive de vin.
La première mention de Waggis remonte à 1870. Il désigne alors familièrement les habitants du Sundgau travaillant dans la ville de Bâle et qui, ne pouvant ramener leurs salaires chez eux, avaient la réputation de boire sur place une bonne partie de leur argent.

## Origines
L’emploi de Wackes par les Allemands ou Suisses-allemands traduit l’idée selon laquelle leurs voisins Alsaciens et Mosellans, ne cultivant pas avec la même rigueur les valeurs considérées comme typiquement allemandes (ou suisses germanophones), ne peuvent être assimilés à un peuple authentiquement germanique et à ce titre ne sont pas dignes de confiance.
De la part des Allemands plus spécifiquement, il exprime également le ressentiment et le dépit envers les Alsaciens-Lorrains qui, selon eux, se seraient toujours opportunément retrouvés du côté des vainqueurs, auraient facilement retourné leur veste et n’appartiennent pas à la patrie allemande puisque s’accommodant si bien d'être français, voire le préférant.
Ce sobriquet péjoratif était courant entre 1871 et 1918, lors de l'annexion de l'Alsace-Moselle par le second Reich. Les alsaciens et mosellans étaient considérés comme peu fiables du fait de leur francophilie et de la présence de la langue française à différents degrés au sein de la population. Les députés protestataires qui jusqu'à la mort de Bismarck étaient les seuls représentants de la terre d'empire envoyés au parlement.
En 1913, pendant l'annexion de l'Alsace-Lorraine par l'Empire allemand, l'emploi injurieux du terme Wackes par des troupes prussiennes stationnées à Saverne, à l'encontre de la population locale, a déclenché l'affaire de Saverne, pendant laquelle les termes Elsässerwackes et Sauwackes furent également employés.
De nos jours, ce terme et les ressentiments semblent plus appartenir au passé et au folklore, comme l'illustrent les caricatures du carnaval de Bâle.

## Correspondances linguistiques
Cette appellation de Wackes correspond tout à fait à l’habitude dans l’aire germanophone de se réduire les uns les autres à des dénominations pas toujours très aimables au sein du même pays ou de la communauté linguistique. Ainsi les Alsaciens, tout comme les Suisses allemands, désignent-ils collectivement les Allemands par Schwaben (les Souabes), Schwob (au pluriel Schwowwe) ou plus au Sud Schwoba ou encore Schwaabe – ce qui n’est pas précisément un compliment, sans parler des associations Sauschwob (cochon de Souabe) ou Drecksschwob (salopard de Souabe). La parenté avec l’expression bavaroise Saupreußen (cochons de Prussiens) est ici évidente. Les Lorrains préfèrent désigner les Allemands par Pifeköp(f), équivalent de l'autrichien Piefke (du compositeur allemand de musique militaire Johann Gottfried Piefke).
Les Souabes sont vus comme le parfait contraire des Wackes : catégoriques, bornés, réglementaristes, dépourvus d’humour, etc., ce qui confirmerait leur propre point de vue sur les Wackes. Le cas des voisins immédiats sur l'autre rive du Rhin, les Badois (du Pays de Bade), est aussi intéressant : bien que ceux-ci considèrent les Souabes comme déplaisants et préfèrent se démarquer de leurs compatriotes d'outre Forêt-Noire, ils ne coupent pas à l’appellation collective de Souabes que leur donnent Alsaciens et Suisses-allemands. Il faut sans doute attribuer cette dénomination globale au fait que l’Alsace mais aussi la majeure partie de la Suisse alémanique, la région de Bade ainsi que l’actuel district de Souabe bavarois appartinrent jusqu’au milieu du Moyen Âge au duché souabe de la Francie orientale et plus tard au Saint-Empire romain germanique.